# Naraval
Naraval es una parroquia del concejo de Tineo, Asturias, España, se sitúa al noroeste, a 30 kilómetros de la capital del concejo (Parroquia de Tineo). La parroquia tiene 124 habitantes y el pueblo de Naraval tiene 61. Se llega desde Navelgas por la carretera AS-219.
Además de la localidad de Naraval, pertenecen a la parroquia las localidades de Businán, Candanedo, Escardén, Folgueras del Río, Monterizo, Nera y Silvallana del concejo de Tineo y Aristébano del concejo de Valdés. 

## Fiestas
Las fiestas patronales de la parroquia se celebran el 6 de agosto (San Salvador) y el 7 de agosto (San Damías).
En la localidad de Aristébano se celebra el último domingo de julio el Festival Vaqueiro y de la Vaqueirada, Fiesta de Interés Turístico Internacional, que en 2019 celebró su 61 edición. Las ediciones de 2020 y 2021 fueron canceladas por la crisis del Covid.
El fin de semana anterior al Festival Vaqueiro y de la Vaqueirada se realizan las Jornadas Vaqueiras. El sábado tienen lugar las Jornadas del Pan y las Natas y hay diversas actividades culturales en al localidad de Naraval, mientras que el domingo se celebra la festividad de San Antonio en la localidad de Folgueras del Río.
El viernes anterior al Domingo de Ramos, se celebra en la capilla de Las Angustias, situada en el barrio de El Barreiro, la festividad de la Virgen de Las Angustias.

## Museo Vaqueiro de Asturias
El Museo Vaqueiro de Asturias situado en Naraval pretende informar sobre la evolución, historia, costumbres, vida pastoril, trashumancia y hábitat, desde sus inicios hasta nuestros días, de los Vaqueiros de Alzada.

## Iglesia de San Salvador
Templo de 2 naves, con torre, sacristía y pórtico.Iglesia de Naraval
En la localidad hay asimismo, dos ermitas o capillas: una dedicada a la Virgen de las Angustias en el barrio del Barreiro, y otra dedicada a Santa Rita, San Mamés y San Damías, en el monte conocido como Sandamías.
En la localidad de Aristébano hay otra capilla dedicada a la Divina Pastora.